# Орябок (рід)
Орябок (Tetrastes) або рябчик — рід куроподібних птахів родини фазанових (Phasianidae). Рід поширений у помірній та субарктичній зоні Євразії.

## Види
Рід має два види:
- Tetrastes bonasia — орябок лісовий[3], або просто орябок[4]
- Tetrastes sewerzowi — орябок китайський

Живуть у хвойних лісах.